# Raffaello Nasini

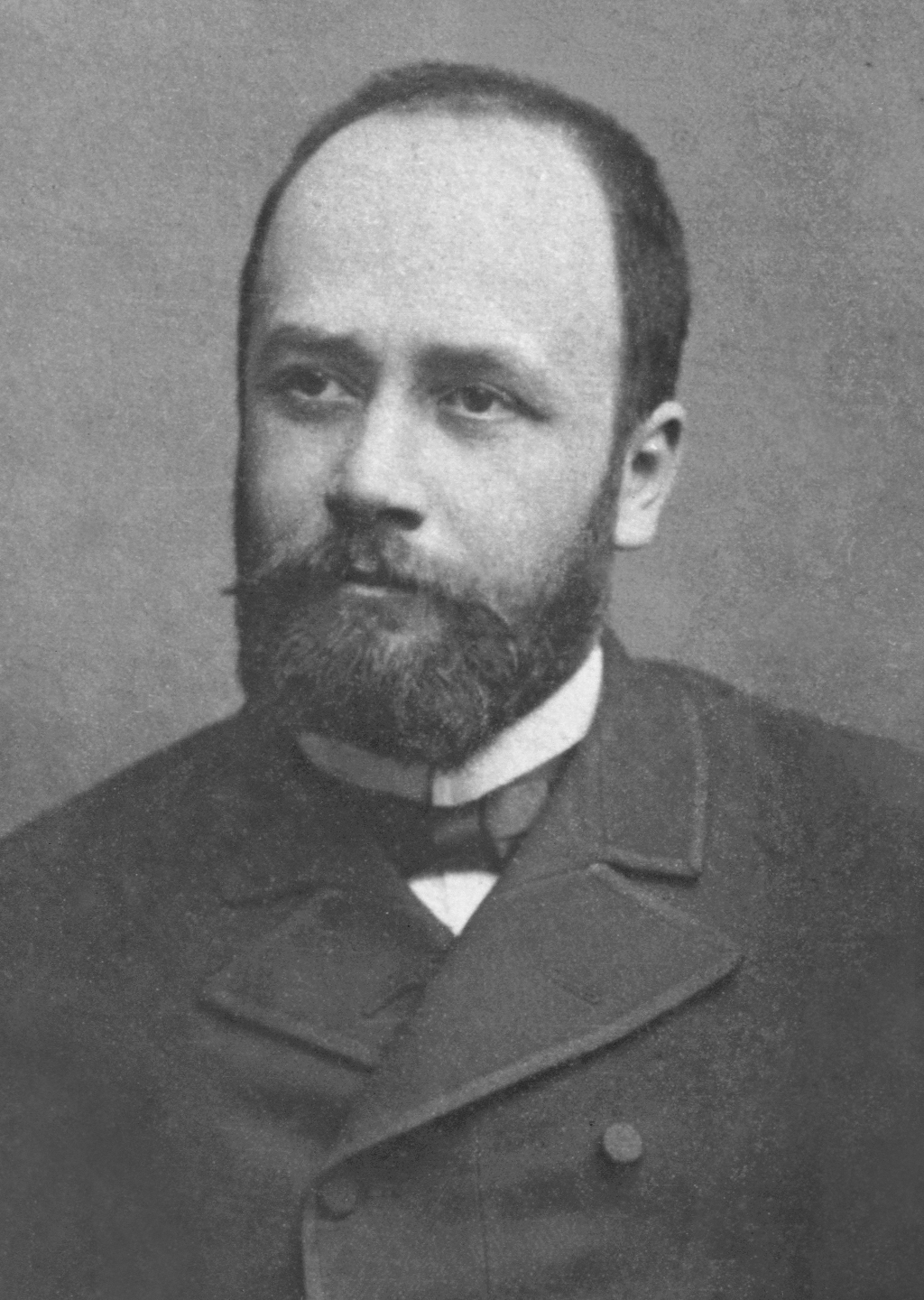
Raffaello Nasini

Raffaello Nasini (* 11. August 1854 in Siena; † 29. März 1931 in Rom) war ein italienischer Chemiker und Professor für Allgemeine Chemie an den Universitäten Padua und Pisa. 

## Leben und Werk
Raffaello Nasini wurde 1854 in Siena als Sohn des Abgeordneten Giuseppe Nasini und seiner Frau Olympia geboren. An der Universität Pisa, wo er im Jahr 1878 promoviert wurde, studierte er Chemie. Nach Arbeiten im Labor von Stanislao Cannizzaro in Rom und bei Hans Heinrich Landolt in Berlin wurde er 1891 Professor für Allgemeine Chemie an der Universität Padua.  
Im Mai 1906 wechselte er an die Universität Pisa. Sein Werk trug zur Bildung einer der großen Schulen der angewandten Chemie in Italien bei. Nasini galt als vielseitiger Forscher mit den Schwerpunkten Physikalische Chemie und Analytische Chemie. So veröffentlichte er zusammen mit Ludwig Mond einen Artikel über die physiko-chemischen Eigenschaften des Nickeltetracarbonyls.
Der Schwerpunkt seiner Arbeit im Bereich der Analytischen Chemie lag auf der Untersuchung von vulkanischen Gesteinen, Vorkommen von Bor in Gewässern, Vorkommen von Edelgasen sowie radioaktiven Stoffen oder der Qualität des römischen Trinkwassers.
Nasini war verheiratet mit seiner Frau Evelina, die einen Sohn aus erster Ehe hatte. Sein Schwager war der italienische Chemiker Giacomo Luigi Ciamician. Er starb mit 77 Jahren am 29. März 1931 in Rom.

## Ehrungen und Mitgliedschaften
Raffaello Nasini wurde in Würdigung seiner Arbeiten mit den Ehrendoktorwürden der Universitäten von Glasgow und Cambridge ausgezeichnet. An der Universität von Padua war er Honorarprofessor. 
Nasini war Mitglied der Accademia Nazionale delle Scienze und Ehrenmitglied der Französischen und der der Rumänischen Chemischen Gesellschaft sowie der Royal Institution of Great Britain. Weiterhin war er korrespondierendes Mitglied weiterer wissenschaftlicher Vereinigungen, so seit 1930 der Académie des sciences in Paris. Er war Mitglied der Deutschen Chemischen Gesellschaft, der er über 50 Jahre angehörte.
Für seine Verdienste um die Wissenschaft wurde ihm im Dezember 1921 der Zivilverdienstorden von Savoyen verliehen. Weiterhin wurde er mit dem Großkreuz des Ordens der Krone von Italien ausgezeichnet und war Commendatore des Ritterordens der hl. Mauritius und Lazarus. Die Städte Rom und Padua benannten Straßen nach seinem Namen. 
Die Società Chimica Italiana vergibt ihm zu Ehren den Raffaello-Nasini-Preis  für Chemiker unter 40 Jahren, die hervorragende Arbeiten auf dem Gebiet der Anorganischen Chemie geleistet haben. Das Bormineral Nasinit (Na2[B5O8(OH)]·2 H2O) wurde nach ihm benannt.